# Амбарцумов Євген Аршакович
Євген Аршакович Амбарцумов (нар. 19 серпня 1929, Москва — 9 березня 2010, Москва) — російський політичний діяч, політолог, дипломат. Депутат Державної думи першого скликання (1994). Племінник протоієрея, священномученика Амбарцумова Володимира Амбарцумовича. Мав вірменське походження.

## Освіта
Закінчив Московський державний інститут міжнародних відносин (МДІМВ, 1951), аспірантуру МДІМВ (1954). Кандидат історичних наук. Володів англійською, французькою, німецькою, італійською та іспанською мовами.

## Учений
У 1954—1956 — редактор журналу «Новий час».
В 1956—1959 — старший науковий співробітник Інституту світової економіки і міжнародних відносин АН СРСР.
У 1959—1963 — редактор журналу «Проблеми світу і соціалізму» (Чехословаччина, Прага).
З 1963 року працював у різних інститутах в системі АН СРСР: заступник директора Інституту історії міжнародного робітничого руху, завідувач сектором Інституту конкретних соціальних досліджень, завідувач сектором, відділом Інституту міжнародної економіки і політичних досліджень АН СРСР.
У 1984 журнал «Питання історії» опублікував його статтю «Аналіз В. І. Леніна причин кризи 1921 р. і шляхів виходу з неї», в якій аналізувалися причини криз в соціалістичних країнах, а також ситуація в СРСР. Автор бачив їх основну причину — починаючи з 1921 року, коли Ленін шукав виходу в НЕПі, — у кризі влади, що здійснює помилки або навіть свідомо діє врозріз з інтересами населення. Точка зору Амбарцумова була піддана різкій критиці в журналі «Комуніст» — офіційному теоретичному органі ЦК КПРС — в якому було відкинуто саме поняття «криза при соціалізмі», а причиною кризових явищ називалися дії «правооппортунистических елементів», підтримуваних зазвичай «міжнародним капіталом».
Був одним з «виконробів перебудови», колумніст газети «Московські новини».[джерело?]
У 1988 Амбарцумов був одним із авторів збірки «Іншого не дано», в якому були опубліковані статті прихильників радикалізації перебудови і більшої демократизації радянського суспільства.

## Політик
У 1990—1993 — народний депутат РРФСР, член Комітету Верховної Ради з міжреспубліканских відносин, регіональної політики і співпраці. Заступник голови Комітету, у 1992—1993 рр. — голова Комітету Верховної ради з міжнародних справ та зовнішньоекономічних зв'язків. Член Конституційної комісії.
Входив у фракцію «Демократична Росія», в об'єднану парламентську фракцію Соціал-Демократичної і Республіканської партій Росії; 1992 — один з творців нової депутатської групи «Батьківщина»; член фракції «Злагода заради прогресу».
З 18 листопада 1991 року — член Ради Російського громадсько-політичного центру.
З 20 травня 1992 року — член Державної комісії з підготовки офіційного візиту делегації Російської Федерації на вищому рівні в Японії.
З 8 вересня 1993 року — член робочої групи Конституційної комісії з розгляду проекту Конституції Російської Федерації, схваленого Конституційним нарадою, та підготовки пропозицій щодо вироблення єдиного узгодженого проекту Конституції Російської Федерації.
З лютого 1993 року — член Президентської ради. У 1993 році — член комісії законодавчих припущень при Президенті Російської Федерації.
У 1993 році був обраний депутатом Державної думи першого скликання за списком блоку «Яблуко», входив у фракцію «Яблуко», був членом Комітету з міжнародних справ; у зв'язку з переходом на дипломатичну роботу склав депутатські повноваження у 1994 році.

## Дипломатична служба
24 травня 1994 — 27 серпня 1999 роках — Надзвичайний і повноважний посол Російської Федерації в Мексиканських Сполучених Штатах.
22 травня 1995 — 27 серпня 1999 роках — Надзвичайний і повноважний посол Російської Федерації в Белізі (за сумісництвом).
Дипломатичний ранг — Надзвичайний і повноважний посол (22 травня 1995 року)

## Основні роботи
- Радянсько-финляндские відносини. — М., Госполитиздат, 1956
- Боротьба пролетаріату в країнах розвиненого капіталізму. М., «Знання», 1966
- Вгору, до вершини. Ленін і шлях до соціалізму. М., Молода гвардія, 1974.
- Ленін і шлях до соціалізму. — М., Молода гвардія, 1982.
- Німецька демократична республіка. М., 1983 (редактор)
- Аналіз в. І. Леніним причин кризи 1921 р. і шляхів виходу з нього. «Питання історії», № 4, 1984.
- Про шляхи вдосконалення політичної системи соціалізму. // Іншого не дано. М., 1988.
- Соціалізм: минуле і сьогодення /АН СРСР, Інститут міжнародних економічних і політичних досліджень. М.,1990 (відповідальний редактор і співавтор).

## Нагороди
- Медаль «Захиснику вільної Росії» (22 серпня 2001 року) — за виконання громадянського обов'язку при захисті демократії і конституційного ладу 19 — 21 серпня 1991 року[9]